# 琥碧·戈柏
琥碧·戈柏（英語：Whoopi Goldberg，1955年11月13日—）是一位美國演員、作家、创作歌手、脱口秀主持人，亦是美國娛樂界史上寫下「演藝圈大滿貫」的十五位藝人之一，即奧斯卡金像獎（電影獎）、艾美獎（電視獎）、東尼獎（舞臺劇獎）、葛萊美獎（音樂獎）得主。

## 演出作品
| 年份 | 中文片名         | 英文片名                        | 角色                                           |
| ---- | ---------------- | ------------------------------- | ---------------------------------------------- |
| 1985 | 紫色姊妹花       | The Color Purple                |                                                |
| 1986 | 東西戰爭         | Jumpin' Jack Flash              |                                                |
| 1987 | 暴力掃蕩         | Fatal Beauty                    | 麗塔·里佐利                                    |
| 1987 | 星际旅行：下一代 | Star Trek the next generation   | Guinan                                         |
| 1990 | 第六感生死戀     | Ghost                           | 靈媒神棍奧達·梅·布朗（奧德美）                 |
| 1992 | 修女也瘋狂       | Sister Act 1                    | 女歌星蒂洛斯. 梵卡蒂亞（ Deloris Van Cartier ) |
| 1993 | 修女也瘋狂2      | Sister Act 2: Back in the Habit | 女歌星蒂洛斯. 梵卡蒂亞（ Deloris Van Cartier ) |
| 1996 | 瘋狂總教練       | Eddie                           | Edwina "Eddie" Franklin                        |
| 1996 | 大亨也瘋狂       | The Associate                   | Laurel Ayres / Mr. Robert S. Cutty             |
| 2000 | 女生向前走       | Girl, Interrupted               | 薇拉莉                                         |
| 2011 | 想愛趁現在       | A Little Bit of Heaven          |                                                |
| 2014 | 忍者龜：變種世代 | Teenage Mutant Ninja Turtles    | Bernadette Thimpson                            |
| 2014 | 业内前五         | Top Five                        | 本人                                           |
| 2017 | 星光繼承者2      | Descendants 2                   | Ursula                                         |
| 2018 | 大智若愚         | Nobody's Fool                   | Lola                                           |
| 2022 | 我爸爸的小飞龙   | My Father's Dragon              | 猫                                             |

## 奖项
- 1985年：金球奖最佳女主角奖、奥斯卡最佳女主角提名-《紫色姊妹花》
- 1990年：金球奖最佳女配角奖、奥斯卡最佳女配角奖、英国电影学院奖最佳女配角奖-《人鬼情未了》

## 所出席典礼、节目
她担任1994、1996、1999和2002年奥斯卡颁奖典礼主持人。在2009年第81届奥斯卡金像奖上，她与其他四位往届最佳女配角上台，负责赞赏爱美雅当斯在《圣诉》中的出色表现。

## 争议

### 言论争议
2022年2月1日，戈德堡在主持的The View节目中表示，纳粹对犹太人的种族灭绝「与种族无关」，引起哗然，随后在几个小时后发表了道歉声明。戈德堡一连两天发表了3次道歉声明，解释她在深夜节目中的言论引起了进一步的冒犯：「大屠杀确实与种族有关，因为希特勒和纳粹认为犹太人是劣等种族。现在，言辞很重要，我的也不例外。我对我的评论感到遗憾，我坚持纠正。我也与犹太人站在一起」。隔日，ABC总裁金戈德温（Kim Godwin）在给工作人员的一封信中写道，尽管戈德堡已经道歉，但对发表大屠杀的错误和伤害性言论已经造成，她在The View脱口秀节目被停播两周。

## 外部連結
- 互聯網百老匯資料庫（IBDB）上琥碧·戈柏的資料（英文）
- 琥碧·戈柏在互联网电影资料库（IMDb）上的資料（英文）
- 琥碧·戈柏的Instagram帳戶
- 琥碧·戈柏的Facebook專頁
- 在AllMovie上琥碧·戈柏的頁面（英文）
- Whoopi.com （页面存档备份，存于）
- Summary of Goldberg's history with dyslexia （页面存档备份，存于）
- Interview with the Sunday Telegraph, May 2009 （页面存档备份，存于）
- Sister Act Booking （页面存档备份，存于）

| 前任： 莎莉·菲爾德 《心田深處》   | 金球奖剧情类电影最佳女主角 《紫色姊妹花》 1985 | 繼任： 瑪麗·麥特琳 《悲憐上帝的女兒》     |
| 前任： 布倫達·弗里克 《我的左腳》 | 奧斯卡最佳女配角獎 《人鬼情未了》 1990         | 繼任： Mercedes Ruehl 《The Fisher King》 |
| 前任： 蜜雪兒·菲佛 《黑色終結令》 | 英國電影學院獎最佳女配角 《人鬼情未了》 1990   | 繼任： 凱特·內利根 《現代愛情故事》       |
| 前任： 茱莉亞·羅勃茲 《鋼木蘭》   | 金球獎最佳電影女配角 《人鬼情未了》 1990       | 繼任： Mercedes Ruehl 《The Fisher King》 |

1. ↑  . BBC News. 2022-02-02  [2022-02-04]. （原始内容存档于2022-02-04） （英国英语）.